# Tjålmejaure
För andra betydelser, se Tjålmejaure (olika betydelser).
Tjålmejaure är en sjö i Arjeplogs kommun i Norrbottens län i landskapet Lappland.
Den ligger 750 meter över havet och är på alla sidor omgiven av höga, branta fjälltoppar, Svaipa (Sveipa) med sina 1 430 meter i norr och Tjekam, 1 175 meter i nordväst samt Gavasvare, 1 031 meter i sydost. Tjålmejaure har en yta av ungefär 7,5 km² och ligger helt ovanför trädgränsen. Sjön är delad i ungefär två lika stora delar, Västra Tjålmejaure och Norra Tjålmejaure, förenade genom en smal kanal och med var sitt utlopp som förenar sig i den österut belägna Gavasjaure, som avvattnas genom Barasjåkkå ut i Laisälven, en biflod till Vindelälven, som i sin tur mynnar i Umeälven.
Tjålmejaures vatten är på grund av stenbottnen trots sitt ringa djup mycket vegetationsfattigt. Sjön har omkring 75 både större och mindre öar och holmar. Skyddande vikar och de omgivande myrmarkerna har skapat betingelser för ett rikt sjöfågelliv. Berganden (Nyroca marila) är mycket allmän, svärtan (Oidemia fusca) allmän, sjöorren (Oidemia nigra) och alfågeln (Clangula hyemalis) tämligen allmänna. Småskraken, mosnäppan och storlommen förekommer i enstaka par. Här växer rödblära, svarthö, rosenrot, fingerört och i södra Tjålmejaure också Primula.
Tjålmejaure är därför skyddad våtmark enligt Ramsarkonventionen.